# Вайчюнас, Пятрас
Пя́трас Вайчю́нас (лит. Petras Vaičiūnas, 11 июля 1890, Пилякальняй, ныне Ионавский район Литвы — 7 июня 1959, Вильнюс) — литовский поэт и драматург, переводчик; дядя поэтессы Юдиты Вайчюнайте.

## Биография

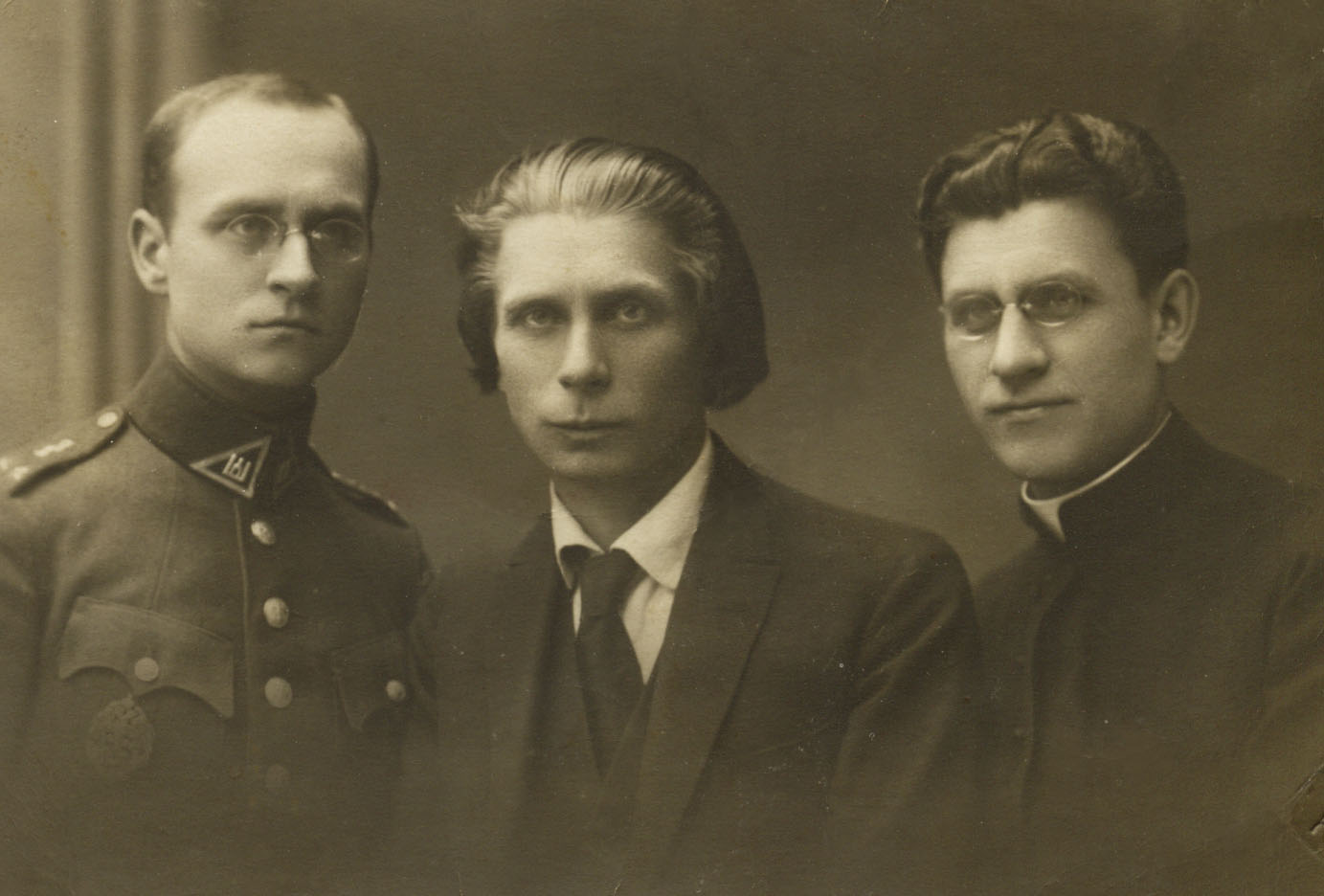
Братья Вайчюнасы

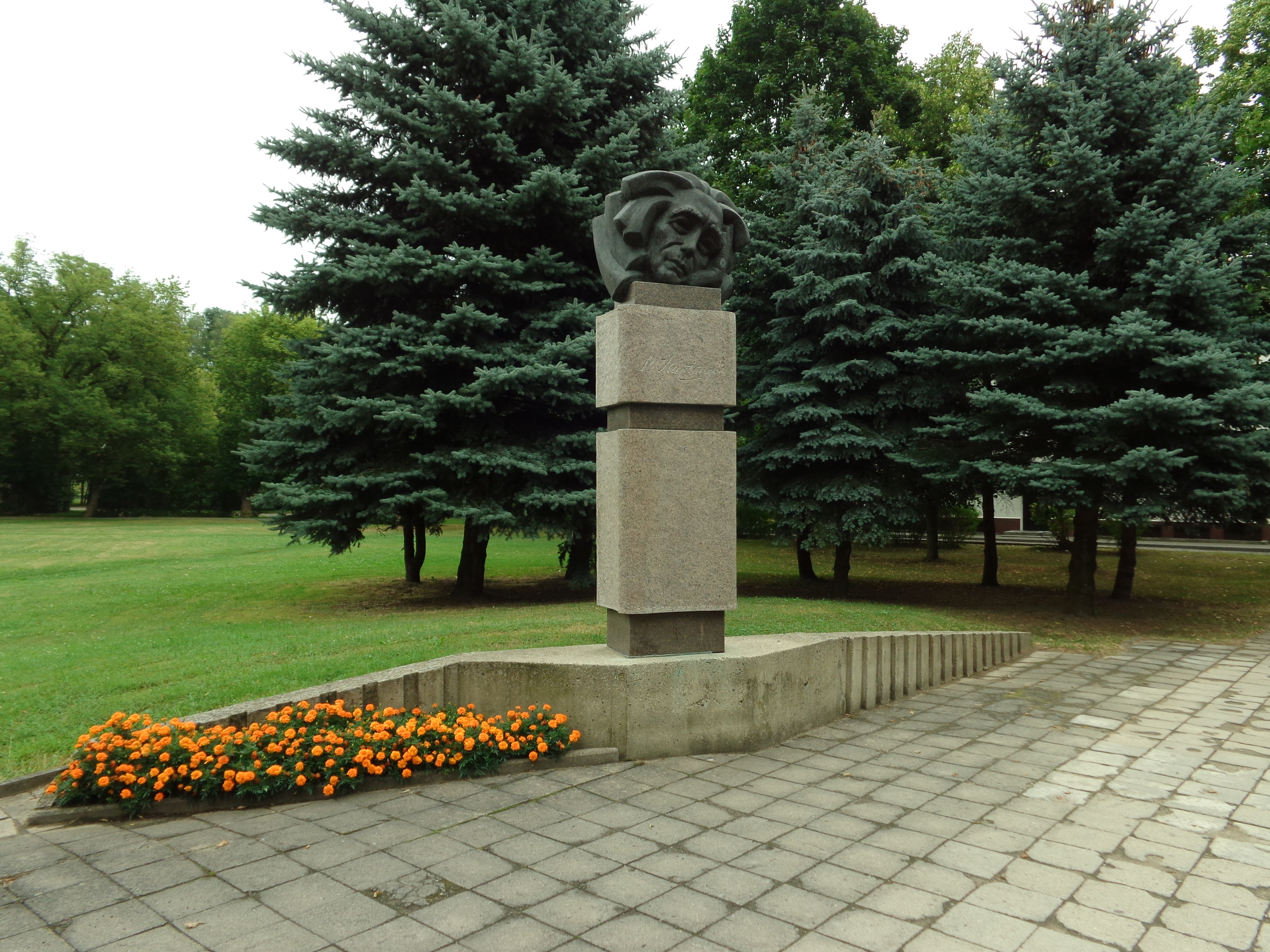
Памятник поэту в г. Йонава

Учился в Вилькомире, Ковно, Петрограде. В Петрограде сблизился с театральной студией Юозаса Вайчкуса, для которой написал первые пьесы „Pražydo nuvytusios gėlės“ (1916) и „Aukos“ (1917).
Вернувшись в независимую Литву в 1920 году, стал администратором и казначеем театра в Каунасе. Переводил с немецкого, польского, русского, французского языков драматические произведения Кнута Гамсуна, Гауптмана, Генрика Ибсена, Мориса Метерлинка, Пшибышевского, Юлиуша Словацкого, Оскара Уайльда Фридриха Шиллера, свыше тридцати пьес.
В 1924 году на сцене Государственного театра была поставлена его первая оригинальная пьеса. После этого едва ли не ежегодно писал по пьесе; всего написал двадцать пьес, 16 из них было поставлено.
В первые годы советской власти и во время войны был директором Библиотеки Академии наук Литвы. В 1945 году был уволен. В последние годы жизни подвергался жёсткой критике; публикация его произведений была запрещена. Похоронен на кладбище Расу.

## Творчество
В более ранних сборниках символистских стихов «Росистые лучи» („Rasoti spinduliai“, 1923), «Восходящее солнце» („Tekanti saulė“, 1925) и драм («Мой кубок») Вайчюнас выражает пессимистические и крайне индивидуалистические настроения.
В более поздних драмах Вайчюнас перешёл к реалистическому выявлению этих же настроений (драмы — «Бесплодные усилия», «Грешный ангел», «Нарушенный покой», «Патриоты») и к изображению буржуазного быта.
Поэтика его стихотворений традиционна. Постоянная тема поэзии — Вильнюс.
Многие драмы Вайчюнаса, известные по ковенской сцене, не были изданы. Вайчюнас также являлся крупнейшим переводчиком на литовский язык художественных произведений Запада. Переводил произведения Мориса Метерлинка, Кнута Гамсуна, Фридриха Шиллера, Генрика Ибсена, также Максима Горького и других. Его драмы переведены на идиш, латышский, польский, русский, чешский, эсперанто, эстонский языки.

## Издания
- Mano taurė. Kaunas, 1920
- Rasoti spinduliai. Kaunas, 1923
- Tekanti saulė. Kaunas, 1925
- Gimtuoju vieškeliu. Kaunas, 1927
- Saulės lobis. Kaunas, 1935
- Tuščios pastangos. Kaunas, 1926
- Patriotai. Kaunas, 1927